# Rue Marie-Anne-Leroudier
La rue Marie-Anne-Leroudier est une voie du quartier des Chartreux dans le 1er arrondissement de Lyon, en France.

## Situation et accès
La rue débute boulevard de la Croix-Rousse dans la continuité de la rue Chazière, elle longe le clos Jouve et le stade Roger-Duplat, pour se terminer rue Pierre-Dupont face à l'impasse des Chartreux. La rue Carquillat commence sur cette voie.
La circulation est dans le sens de la numérotation et à double-sens cyclable avec un stationnement des deux côtés. Un stationnement cyclable se trouve près de la rue Dupont.

## Origine du nom
La rue est dédiée à Marie-Anne Leroudier (1838-1908), brodeuse à Lyon, créatrice de plusieurs chefs-d'œuvre, spécialement des ornements d'églises. Elle a notamment dirigé avec sa fille, Mme Guillermet, le premier cours municipal de broderie en 1888.

## Histoire
En 1584, Henri III fonde la chartreuse de Lyon sur un vaste territoire appelé la Giroflée. À la révolution française, les religieux sont chassés et leur propriété vendue en 11 lots comme biens nationaux. Les lots sont achetés par différents propriétaires qui les revendent par la suite. Au XIXe siècle, la famille Jouve qui possède un de ces clos de vignes, qui porte pour cela le nom de Clos Jouve, le vend au ministre de la guerre, et le terrain devient une vaste place d’armes. 
Dans les années 1930, des habitations à bon marché sont construites sur la partie est de l’ancien terrain militaire, c'est dans ce contexte que la rue est percée. Le conseil municipal lui attribue le nom de Marie-Anne-Leroudier le 10 avril 1933.